# Wijken en buurten in Dordrecht
De Nederlandse gemeente Dordrecht is voor statistische doeleinden onderverdeeld in wijken en buurten. De gemeente is verdeeld in de volgende statistische wijken:
- Wijk 00 Historische Binnenstad (CBS-wijkcode:050500)
- Wijk 01 19e-eeuwse Schil (CBS-wijkcode:050501)
- Wijk 02 Oud-Krispijn (CBS-wijkcode:050502)
- Wijk 03 Nieuw-Krispijn (CBS-wijkcode:050503)
- Wijk 04 Land van Valk (CBS-wijkcode:050504)
- Wijk 05 Indische- en Vogelbuurt (CBS-wijkcode:050505)
- Wijk 06 Staart-West (CBS-wijkcode:050506)
- Wijk 07 Staart-Oost (CBS-wijkcode:050507)
- Wijk 08 Wielwijk (CBS-wijkcode:050508)
- Wijk 09 Crabbehof (CBS-wijkcode:050509)
- Wijk 10 Zuidhoven (CBS-wijkcode:050510)
- Wijk 11 Sterrenburg 1 (CBS-wijkcode:050511)
- Wijk 12 Sterrenburg 2 (CBS-wijkcode:050512)
- Wijk 13 Sterrenburg 3 (CBS-wijkcode:050513)
- Wijk 14 Dubbeldam (CBS-wijkcode:050514)
- Wijk 15 Stadspolder (CBS-wijkcode:050515)
- Wijk 16 Vissershoek (CBS-wijkcode:050516)
- Wijk 17 Oudelandshoek (CBS-wijkcode:050517)
- Wijk 18 Industriegebied Staart (CBS-wijkcode:050518)
- Wijk 19 Industriegebied West (CBS-wijkcode:050519)
- Wijk 98 Verspreide bebouwing (CBS-wijkcode:050598)

Een statistische wijk kan bestaan uit meerdere buurten. Onderstaande tabel geeft de buurtindeling met kentallen volgens het Centraal Bureau voor de Statistiek (2008):
| CBS-buurtcode | Buurtnaam                                | Inwonertal | Opp. totaal (ha) | Opp. land (ha) | Ligging                |
| ------------- | ---------------------------------------- | ---------- | ---------------- | -------------- | ---------------------- |
| BU05050000    | Nieuwe Haven en omgeving                 | 830        | 20               | 7              | Locatie in de gemeente |
| BU05050001    | Groenmarkt en omgeving                   | 670        | 10               | 8              | Locatie in de gemeente |
| BU05050002    | Grote Markt en omgeving                  | 510        | 4                | 4              | Locatie in de gemeente |
| BU05050003    | Wijnstraat en omgeving                   | 480        | 7                | 5              | Locatie in de gemeente |
| BU05050004    | Kalkhaven                                | 170        | 13               | 3              | Locatie in de gemeente |
| BU05050005    | Achterhakkers en omgeving                | 350        | 8                | 7              | Locatie in de gemeente |
| BU05050006    | Bleijenhoek                              | 2320       | 20               | 16             | Locatie in de gemeente |
| BU05050007    | Boogjes en omgeving                      | 820        | 6                | 6              | Locatie in de gemeente |
| BU05050008    | Lombard en omgeving                      | 430        | 4                | 4              | Locatie in de gemeente |
| BU05050009    | Centrum                                  | 920        | 13               | 13             | Locatie in de gemeente |
| BU05050010    | Augustijnenkamp en omgeving              | 420        | 5                | 5              | Locatie in de gemeente |
| BU05050100    | Lijnbaan                                 | 1340       | 29               | 20             | Locatie in de gemeente |
| BU05050101    | Park Merwestein en omgeving              | 980        | 22               | 22             | Locatie in de gemeente |
| BU05050102    | Geldelozepad en omgeving                 | 600        | 10               | 10             | Locatie in de gemeente |
| BU05050103    | Rozenhof en omgeving                     | 660        | 6                | 6              | Locatie in de gemeente |
| BU05050104    | Beverwijcksplein en omgeving             | 480        | 10               | 10             | Locatie in de gemeente |
| BU05050105    | Burgemeester de Raadtsingel en omgeving  | 410        | 14               | 14             | Locatie in de gemeente |
| BU05050106    | Kon. Wilhelminastraat en omgeving        | 580        | 6                | 6              | Locatie in de gemeente |
| BU05050107    | Kasperspad en omgeving                   | 1130       | 15               | 14             | Locatie in de gemeente |
| BU05050108    | Matena's Pad en omgeving                 | 980        | 9                | 8              | Locatie in de gemeente |
| BU05050109    | Merwestein-Noord                         | 770        | 9                | 9              | Locatie in de gemeente |
| BU05050200    | Zuidendijk                               | 190        | 7                | 7              | Locatie in de gemeente |
| BU05050201    | Viottakade en omgeving                   | 2190       | 29               | 29             | Locatie in de gemeente |
| BU05050202    | Erasmuslaan en omgeving                  | 860        | 14               | 14             | Locatie in de gemeente |
| BU05050203    | Breitnerstraat en omgeving               | 1790       | 15               | 15             | Locatie in de gemeente |
| BU05050204    | Jacob Marisstraat en omgeving            | 1640       | 18               | 18             | Locatie in de gemeente |
| BU05050205    | Krispijnse Driehoek                      | 2000       | 13               | 13             | Locatie in de gemeente |
| BU05050206    | Jacob Catsstraat en omgeving             | 1770       | 16               | 16             | Locatie in de gemeente |
| BU05050207    | Rembrandtlaan en omgeving                | 770        | 10               | 10             | Locatie in de gemeente |
| BU05050300    | Pr. Bernhardstraat en omgeving           | 1810       | 18               | 18             | Locatie in de gemeente |
| BU05050301    | Waldeck Pyrmontweg en omgeving           | 920        | 14               | 14             | Locatie in de gemeente |
| BU05050302    | Anna Paulownastraat en omgeving          | 650        | 9                | 8              | Locatie in de gemeente |
| BU05050303    | Emmastraat en omgeving                   | 860        | 7                | 7              | Locatie in de gemeente |
| BU05050304    | Bloemenbuurt                             | 620        | 8                | 8              | Locatie in de gemeente |
| BU05050305    | Weizigtpark                              | 480        | 24               | 24             | Locatie in de gemeente |
| BU05050306    | Nieuweweg en omgeving                    | 60         | 19               | 17             | Locatie in de gemeente |
| BU05050400    | Hoekenessestraat en omgeving             | 690        | 8                | 8              | Locatie in de gemeente |
| BU05050401    | Standhasenstraat en omgeving             | 1420       | 15               | 15             | Locatie in de gemeente |
| BU05050402    | Heysterbachstraat en omgeving            | 940        | 9                | 9              | Locatie in de gemeente |
| BU05050403    | Maria Montessorilaan en omgeving         | 390        | 29               | 29             | Locatie in de gemeente |
| BU05050404    | Sportterreinen Krommedijk                | 80         | 36               | 35             | Locatie in de gemeente |
| BU05050500    | Wantijpark en omgeving                   | 360        | 120              | 98             | Locatie in de gemeente |
| BU05050501    | Transvaalstraat en omgeving              | 1070       | 8                | 8              | Locatie in de gemeente |
| BU05050502    | Indische Buurt-Zuid                      | 1120       | 14               | 14             | Locatie in de gemeente |
| BU05050503    | Indische Buurt-Noord                     | 1150       | 11               | 11             | Locatie in de gemeente |
| BU05050504    | Boeroestraat en omgeving                 | 1140       | 7                | 7              | Locatie in de gemeente |
| BU05050505    | Vogelplein-Aalscholverstraat en omgeving | 2420       | 43               | 43             | Locatie in de gemeente |
| BU05050600    | Plein 1940-1945 en omgeving              | 320        | 6                | 5              | Locatie in de gemeente |
| BU05050601    | Beekmanstraat en omgeving                | 800        | 18               | 17             | Locatie in de gemeente |
| BU05050602    | Noorderkwartier                          | 600        | 7                | 6              | Locatie in de gemeente |
| BU05050603    | Amerstraat en omgeving                   | 500        | 6                | 5              | Locatie in de gemeente |
| BU05050700    | Spaarbekken                              | 20         | 106              | 41             | Locatie in de gemeente |
| BU05050701    | Merwedepolder-West                       | 1180       | 25               | 20             | Locatie in de gemeente |
| BU05050702    | Merwedepolder-Oost                       | 1770       | 37               | 32             | Locatie in de gemeente |
| BU05050800    | Admiraalsplein                           | 650        | 6                | 6              | Locatie in de gemeente |
| BU05050801    | Van Kinsbergenstraat en omgeving         | 1480       | 36               | 36             | Locatie in de gemeente |
| BU05050802    | Cornelis Evertsenstraat en omgeving      | 850        | 20               | 20             | Locatie in de gemeente |
| BU05050803    | Dorus Rijkersstraat en omgeving          | 570        | 10               | 10             | Locatie in de gemeente |
| BU05050804    | Van Ewijckstraat en omgeving             | 1270       | 12               | 12             | Locatie in de gemeente |
| BU05050805    | Zeehavenlaan en omgeving                 | 520        | 12               | 12             | Locatie in de gemeente |
| BU05050806    | Laan van Verenigde Naties Noord          | 0          | 13               | 13             | Locatie in de gemeente |
| BU05050900    | Crabbehof-Zuid                           | 4260       | 65               | 65             | Locatie in de gemeente |
| BU05050901    | Crabbehof-Noord                          | 2810       | 26               | 26             | Locatie in de gemeente |
| BU05051000    | Zuidhoven                                | 900        | 34               | 34             | Locatie in de gemeente |
| BU05051100    | Sterrenburg 1-West                       | 1450       | 34               | 34             | Locatie in de gemeente |
| BU05051101    | Sterrenburg 1-Oost                       | 4020       | 53               | 52             | Locatie in de gemeente |
| BU05051200    | Waterman en omgeving                     | 2130       | 34               | 34             | Locatie in de gemeente |
| BU05051201    | Driehoek en omgeving                     | 1310       | 20               | 20             | Locatie in de gemeente |
| BU05051202    | Blaauwweg en omgeving                    | 1640       | 28               | 28             | Locatie in de gemeente |
| BU05051203    | Minnaertweg en omgeving                  | 1080       | 18               | 18             | Locatie in de gemeente |
| BU05051204    | Sportterreinen Schenkeldijk              | 50         | 55               | 55             | Locatie in de gemeente |
| BU05051300    | Wittenstein en omgeving                  | 3350       | 54               | 52             | Locatie in de gemeente |
| BU05051301    | Mildenburg en omgeving                   | 2000       | 33               | 32             | Locatie in de gemeente |
| BU05051302    | Zuilenburg en omgeving                   | 1690       | 20               | 20             | Locatie in de gemeente |
| BU05051303    | Vredenburg en omgeving                   | 2920       | 31               | 31             | Locatie in de gemeente |
| BU05051400    | Bedrijventerrein Groene Zoom             | 10         | 8                | 8              | Locatie in de gemeente |
| BU05051401    | Vissersdijk-West                         | 80         | 19               | 19             | Locatie in de gemeente |
| BU05051402    | Vissersdijk-Beneden                      | 190        | 8                | 8              | Locatie in de gemeente |
| BU05051403    | Vissersdijk-Oost                         | 520        | 13               | 13             | Locatie in de gemeente |
| BU05051404    | Egstraat en omgeving                     | 20         | 10               | 10             | Locatie in de gemeente |
| BU05051405    | Oudendijk en omgeving                    | 120        | 11               | 11             | Locatie in de gemeente |
| BU05051406    | Vissersdijk-Noord                        | 0          | 5                | 5              | Locatie in de gemeente |
| BU05051407    | Oud-Dubbeldam                            | 2510       | 139              | 134            | Locatie in de gemeente |
| BU05051408    | Albert Schweitzerplaats                  | 10         | 14               | 14             | Locatie in de gemeente |
| BU05051409    | Locatie K. Lotsyweg                      | 0          | 14               | 14             | Locatie in de gemeente |
| BU05051410    | Bastion locatie                          | 0          | 10               | 10             | Locatie in de gemeente |
| BU05051411    | Dubbeldam-Noord                          | 3210       | 71               | 71             | Locatie in de gemeente |
| BU05051412    | Dubbeldam-Zuid                           | 4110       | 87               | 87             | Locatie in de gemeente |
| BU05051500    | Suze Groeneweg-erf en omgeving           | 900        | 11               | 11             | Locatie in de gemeente |
| BU05051501    | Joke Smit-erf en omgeving                | 940        | 13               | 13             | Locatie in de gemeente |
| BU05051502    | Pearl Buck-erf en omgeving               | 3440       | 36               | 35             | Locatie in de gemeente |
| BU05051503    | Aletta Jacobs-erf en omgeving            | 2050       | 19               | 18             | Locatie in de gemeente |
| BU05051504    | Johanna Naber-erf en omgeving            | 2010       | 30               | 26             | Locatie in de gemeente |
| BU05051505    | Bildersteeg en omgeving                  | 0          | 13               | 13             | Locatie in de gemeente |
| BU05051600    | Van Ravesteijn-erf en omgeving           | 2950       | 56               | 49             | Locatie in de gemeente |
| BU05051601    | Van den Broek-erf en omgeving            | 1970       | 22               | 22             | Locatie in de gemeente |
| BU05051700    | Amazone en omgeving                      | 1680       | 29               | 29             | Locatie in de gemeente |
| BU05051701    | Palissander en omgeving                  | 2470       | 29               | 29             | Locatie in de gemeente |
| BU05051702    | Azobe en omgeving                        | 1050       | 24               | 21             | Locatie in de gemeente |
| BU05051703    | Iroko en omgeving                        | 1130       | 19               | 19             | Locatie in de gemeente |
| BU05051800    | Maasstraat en omgeving                   | 50         | 34               | 15             | Locatie in de gemeente |
| BU05051801    | 1e Merwedehaven en omgeving              | 0          | 56               | 32             | Locatie in de gemeente |
| BU05051802    | 2e Merwedehaven en omgeving              | 90         | 181              | 124            | Locatie in de gemeente |
| BU05051900    | Weeskinderendijk en Dokweg               | 190        | 20               | 16             | Locatie in de gemeente |
| BU05051901    | Handelskade en 's-Gravendeelsedijk       | 0          | 36               | 18             | Locatie in de gemeente |
| BU05051902    | Voltastraat en omgeving De Put           | 0          | 9                | 9              | Locatie in de gemeente |
| BU05051903    | Louterbloemen                            | 70         | 20               | 20             | Locatie in de gemeente |
| BU05051904    | Wilhelminahaven                          | 0          | 59               | 27             | Locatie in de gemeente |
| BU05051905    | Julianahaven                             | 10         | 113              | 82             | Locatie in de gemeente |
| BU05051906    | Krabbegors                               | 0          | 46               | 26             | Locatie in de gemeente |
| BU05051907    | Krabbepolder                             | 0          | 102              | 56             | Locatie in de gemeente |
| BU05051908    | Dordtse Hout                             | 790        | 28               | 27             | Locatie in de gemeente |
| BU05051909    | Wieldrecht                               | 160        | 15               | 11             | Locatie in de gemeente |
| BU05051910    | Dordtse Kil I                            | 20         | 83               | 74             | Locatie in de gemeente |
| BU05051911    | Amstelwijck-West                         | 0          | 29               | 27             | Locatie in de gemeente |
| BU05051912    | Schotman terrein                         | 30         | 15               | 15             | Locatie in de gemeente |
| BU05051913    | Locatie Refaja                           | 10         | 26               | 24             | Locatie in de gemeente |
| BU05051914    | Amstelwijck                              | 10         | 47               | 47             | Locatie in de gemeente |
| BU05051915    | Tweede Tol                               | 70         | 36               | 36             | Locatie in de gemeente |
| BU05051916    | Dordtse Kil II                           | 50         | 62               | 53             | Locatie in de gemeente |
| BU05051917    | Dordtse Kil III                          | 380        | 154              | 130            | Locatie in de gemeente |
| BU05051918    | Oostkil                                  | 0          | 45               | 45             | Locatie in de gemeente |
| BU05059800    | Merwelanden                              | 20         | 1924             | 1356           | Locatie in de gemeente |
| BU05059801    | 3e Merwedehaven                          | 0          | 92               | 82             | Locatie in de gemeente |
| BU05059802    | De Hoven                                 | 850        | 41               | 40             | Locatie in de gemeente |
| BU05059803    | Zuidpolder                               | 80         | 71               | 71             | Locatie in de gemeente |
| BU05059804    | Dordtse Biesbosch                        | 380        | 3746             | 2866           | Locatie in de gemeente |
| BU05059805    | Bovenpolder                              | 160        | 487              | 470            | Locatie in de gemeente |